# Lütfi Doğan (naissance en 1927)
Lütfi Doğan né en 1933, à Ermenek et mort le 22 janvier 2018 à Ankara, est un homme politique et téologue turc.
Diplômé du département de langues classiques orientales de l'Université d'Ankara. Fait son doctorat sur Kalâm dans la même université.
Il travaille comme prédicateur d'Ankara, mufti d'Ankara, membre de la commission de consultation et de révision des œuvres religieuses et membre du haut conseil des affaires réligieuses, président des Affaires religieuses (1972-1976). En 1977, il est élu député de Malatya sur la liste du CHP et dévient ministre d'État chargé des affaires réligieuses (1977 et 1978-1979). Mort en 2018.